# ماو ميزوجوتشي
ماو ميزوجوتشي (باليابانية: 溝口真央؛ بالكانا: みぞぐち まお) هي عارضة وتارينتو يابانية، ولدت في 6 أغسطس 1992 في توماكوماي في اليابان.

## روابط خارجية
- ماو ميزوجوتشي على موقع قاعدة بيانات الفيلم (الإنجليزية)
- ماو ميزوجوتشي على موقع ANN person (الإنجليزية)